# Kaltenbach (Gemeinde Bad Traunstein)
Kaltenbach ist eine Ortschaft und eine Katastralgemeinde der Gemeinde Bad Traunstein im Bezirk Zwettl in Niederösterreich und liegt im Quellgebiet der Großen Krems. In dem östlichen Bereich der Ortschaft mündet der Burgbach in die Große Krems.

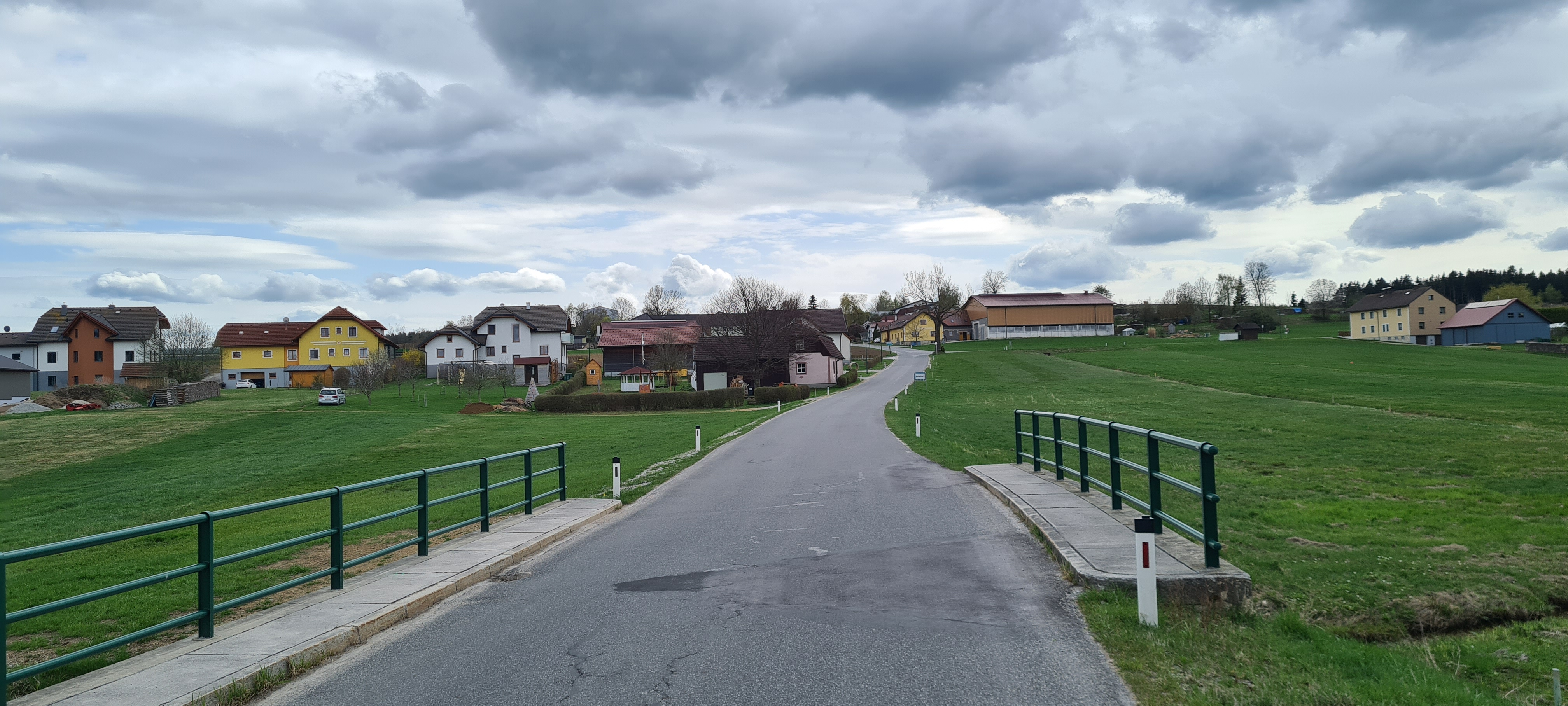
Blick auf Kaltenbach

## Siedlungsentwicklung
Zum Jahreswechsel 1979/1980 befanden sich in der Katastralgemeinde Kaltenbach insgesamt 22 Bauflächen mit 8.897 m² und 1 Gärten auf 81 m², 1989/1990 gab es 22 Bauflächen. 1999/2000 war die Zahl der Bauflächen auf 47 angewachsen und 2009/2010 bestanden 35 Gebäude auf 56 Bauflächen.

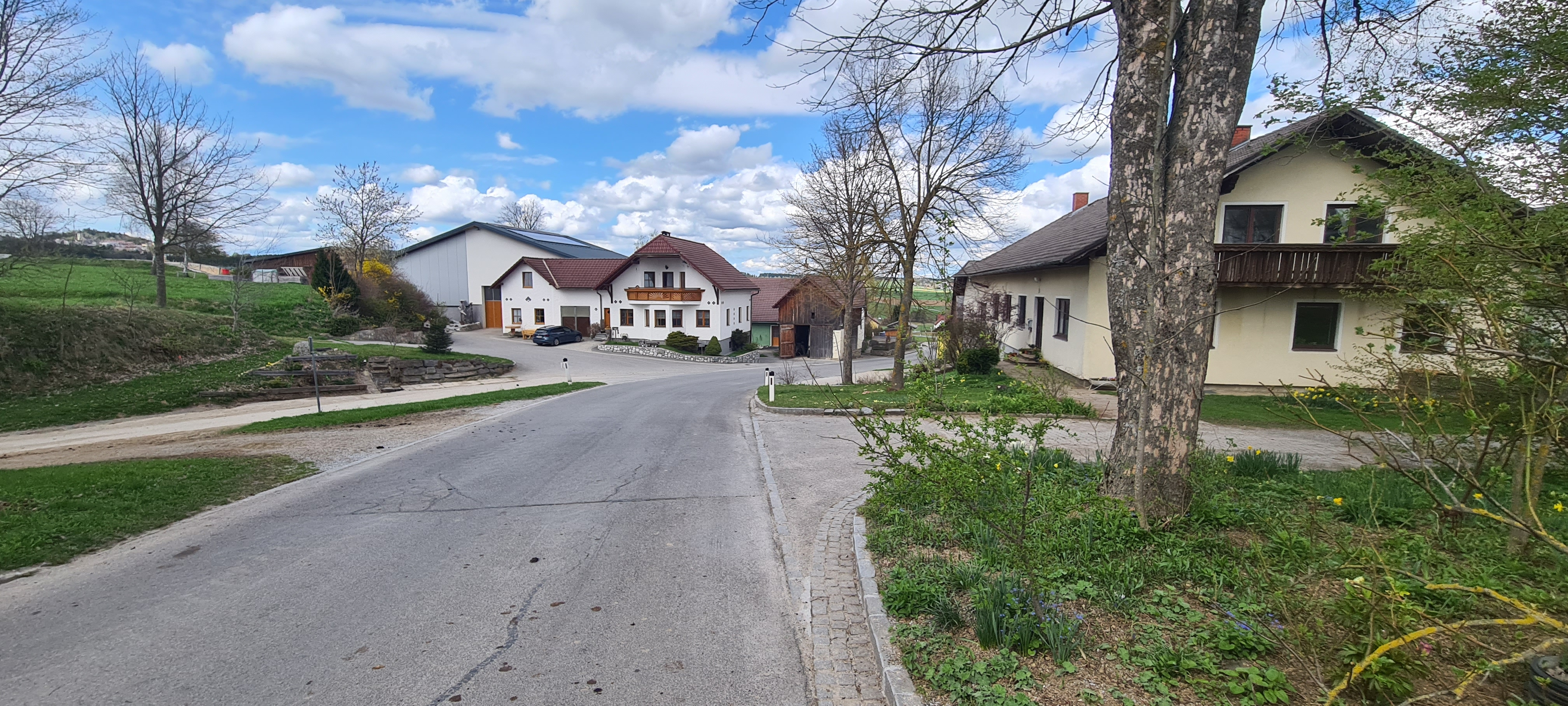
Blick in den Ort

## Geschichte
Aus der Zeit der Antike und des Frühmittelalters sind in der Gegend des Ortes Kaltenbach keine Spuren der Kelten, Römer, Markomannen, Langobarden, Awaren und der Slawen zu finden. Lediglich zwei unerforschte Wüstungen ohne namentliche Zuordnung befinden sich im nordöstlichen Bereich der Katastralgemeinde, die wahrscheinlich ein Relikt des Dreißigjährigen Krieges sind.
Der Name des Ortes mit der Endung auf "bach" sowie die Parzellierung der Ackerflächen deuten auf eine Besiedlung im frühen 11. Jahrhundert im Rahmen der Kolonisierung des Waldviertels unter der Herrschaft der Babenberger hin.
Die Anlage des Ortes erfolgte als Straßendorf ohne wesentliche Einflussnahme einer Herrschaft.
Die erste urkundliche Erwähnung als Chaltenpach erfolgte in einem Kaufbrief am 25. Oktober 1321 (Heinrich III von Lonsdorf verkaufte die Gült für das Gebiet der Ortschaften Langschlag, Biberschlag, Gürtelberg, Spielberg, Klein Göttfritz und Kaltenbach an Alber(o) von Streitwiesen).
Weitere urkundliche Eintragungen:
- Im Jahr 1330 stiftet Bernhard von Chaltenbach zu seinem und seiner verstorbenen Frau Kunigunde Seelenheil dem Kloster Zwettl einen Geldbetrag. Dieser Geldbetrag wurde in den Kauf zweier Lehen investiert. Aus dem Michaelidienst (Mietzins) erhielten am Tag nach Elisabeth (20. November) die Herren und Brüder in beiden Refektorien und beiden Siechenhäusern des Klosters eine Pitanz aus einem Fisch in Brot.[6]
- Die Brüder Wilhelm und Wolfgang von Rogendorf treffen am 12. Oktober 1510 eine Vereinbarung über die Teilung der Einkünfte aus den Besitzungen u. a. in Kaltenbach und dem Ruegarsteich.[7]

In der Zeit der Leibeigenschaft hatten die Grundherrschaften Rappottenstein (Amt Langschlag) und Ottenschlag (Amt Spielberg) Besitzungen in Kaltenbach.
Im Jahr 1822 wurde der Ort als Dorf mit 16 Häusern genannt, das nach Traunstein eingepfarrt war, wohin auch die Kinder eingeschult wurden. Die Herrschaft Rappottenstein besaß die Ortsobrigkeit, übte die Landgerichtsbarkeit aus und besorgte die Konskription. Die Untertanen und Grundholde des Ortes gehörten den Herrschaften Ottenschlag und Rappottenstein.
Nach der Entstehung der Ortsgemeinden 1849 war Kaltenbach eine Katastralgemeinde der Ortsgemeinde Spielberg und wurde mit 1. Jänner 1968 ein Teil der Großgemeinde Traunstein.
Laut Adressbuch von Österreich waren im Jahr 1938 in Kaltenbach ein Gastwirt, ein Schuster und einige Landwirte ansässig. Zudem gab es ein Sägewerk.

## Bodennutzung
Die Katastralgemeinde ist landwirtschaftlich geprägt. 124 Hektar wurden zum Jahreswechsel 1979/1980 landwirtschaftlich genutzt und 143 Hektar waren forstwirtschaftlich geführte Waldflächen. 1999/2000 wurde auf 122 Hektar Landwirtschaft betrieben und 144 Hektar waren als forstwirtschaftlich genutzte Flächen ausgewiesen. Ende 2018 waren 113 Hektar als landwirtschaftliche Flächen genutzt und Forstwirtschaft wurde auf 147 Hektar betrieben. Die durchschnittliche Bodenklimazahl von Kaltenbach beträgt 26,1 (Stand 2010).